# فيلي روبنسون
فيلي روبنسون (بالإنجليزية: Willie Robinson)‏ هو مغني أمريكي، ولد في 6 يوليو 1926، وتوفي في 30 ديسمبر 2007.

## وصلات خارجية
- فيلي روبنسون على موقع ميوزك برينز (الإنجليزية)
- فيلي روبنسون على موقع ديسكوغز (الإنجليزية)